# Eucarpia tenebrosa
Eucarpia tenebrosa är en insektsart som först beskrevs av Walker 1870.  Eucarpia tenebrosa ingår i släktet Eucarpia och familjen kilstritar. Inga underarter finns listade i Catalogue of Life.